# Rachele Baldi
Rachele Baldi (* 2. Oktober 1994 in Prato) ist eine italienische Fußballtorhüterin.

## Karriere

### Verein
Baldi startete ihre Karriere im Jahr 2011 bei Siena CF und wechselte zur Saison 2012/13 zur ASD Castelfranco CF. Nachdem deren Mannschaft im Anschluss an die Kooperation mit Empoli in deren eigene Mannschaft aufgegangen war, hütete sie für diese ab der Saison 2016/17 das Tor. Zur Saison 2018/19 wechselte sie zu Florentia San Gimignano, verließ den Klub aber nach dieser Spielzeit wieder und kehrte zu Empoli zurück. Nach der Spielrunde 2019/20 verließ sie endgültig den Klub und schloss sich der AS Roma an. In etwas mehr als einem Jahr stand Baldi neun Mal für den Hauptstadtklub in der Liga im Tor. Anschließend wurde sie im Januar 2022 an Napoli verliehen, wo sie in ihrem halben Jahr auch die Stammtorhüterin war. Am Ende verblieb sie jedoch bei keinem der beiden Vereine, sondern steht seit Sommer 2022 bei der AC Florenz unter Vertrag. Für die Saison 2024/25 wurde sie an Inter Mailand verliehen.

### Nationalmannschaft
Ihre erste bekannte Nominierung für die italienischen A-Nationalmannschaft hatte Baldi für ein Spiel in der Qualifikation zur Europameisterschaft 2022 im August 2019. Danach war sie auch bei weiteren Qualifikationsspielen und dem Algarve-Cup 2020 als auch 2022 immer mit im Kader. Ihr Debüt im Tor hatte sie für die Mannschaft erst am 22. Februar 2023, als sie im letzten Spiel ihrer Mannschaft beim Arnold Clark Cup 2023, einem 2:1-Sieg über Südkorea, in der Startelf stand. Für die Weltmeisterschaft 2023 wurde Baldi als Ersatztorhüterin nominiert, kam hier dann jedoch auch nicht zum Einsatz.